# 天主教阿魯沙總教區
天主教阿魯沙總教區 （拉丁語：Archidioecesis Arushaaënsis）是坦桑尼亞一個羅馬天主教教省總教區，下轄三個教區。是該國六個總教區之一。
1963年3月1日設阿魯沙教區。1999年3月16日升為總教區。
總教區範圍包括阿魯沙區、曼亞拉區東部，2006年有教友193,446人（佔轄區總人口11.3%）、三十個堂區、八十六名司鐸。現任總主教為若撒法‧若瑟‧萊布盧。